# Isla Insuíña
La isla Insuíña, también conocida como isla de Medal, es una pequeña isla gallega deshabitada situada en la margen derecha de la desembocadura del río Verdugo, en la provincia de Pontevedra en España. Pertenece al municipio de Pontevedra y está comunicada con la parroquia civil de Puente Sampayo por un pequeño puente. Tiene 3810 m².

## Ubicación
La isla está situada entre el puente ferroviario que une Arcade con Puente Sampayo hacia Pontevedra y el puente medieval de Puente Sampayo, en la desembocadura del río Verdugo.

## Historia
En la isla, quedan restos de una fortificación que se construyó para defender Puente Sampayo de los ataques ingleses.
En el siglo XX el islote perteneció al pintor y ceramista Antonio Medal Carrera (1902-1985), que lo compró en la década de 1940 y fundó en él su estudio y una escuela de pintura, dibujo y cerámica. En su momento la isla sirvió de lugar de reunión de personajes ilustres como Francisco Asorey, Laxeiro, Castelao, Valle-Inclán, Manuel Quiroga y Ramón Cabanillas.
En 2008, la isla fue adquirida por el Ministerio de Medio Ambiente por 184.104 €, que posteriormente la acondicionó.
En 2010 la isla fue recuperada como lugar de paseo ciudadano. Se construyeron caminos para acceder a la isla, se restauraron los jardines y se rehabilitaron determinadas construcciones. En 2018 se renovó el puente de acceso a la isla.

## Descripción
Se trata de una isla circular irregular a una altitud de 3 metros sobre el nivel del mar, que dispone de varios elementos arquitectónicos y paisajísticos. Está rodeada por un muro de piedra con almenas, y cuenta con un palomar cilíndrico, un hórreo gallego de seis pies y un cenador con suelo de mosaico, todo ello en granito gallego. El cenador está rodeado de columnas de piedra y es un excelente mirador sobre el tramo final del río Verdugo, a la vez que ofrece vistas panorámicas del puente medieval Puente Sampayo y del cercano monte de A Peneda. En su centro, la mesa, también diseñada por Antonio Medal, se ha mantenido intacta.
Para acceder a la isla hay que cruzar un puente de piedra y otro levadizo de madera que conduce a un portal de piedra de un solo vano, con pináculos apuntados en ambos extremos, que lleva la inscripción "pequeñita pero miña" (pequeñita pero mía). Su antiguo propietario, Antonio Medal, creó en ella una armoniosa composición paisajística y arquitectónica. La isla tiene pinos, eucaliptos y arbustos ornamentales.
La ubicación del islote es también un humedal para aves.

## Galería de imágenes

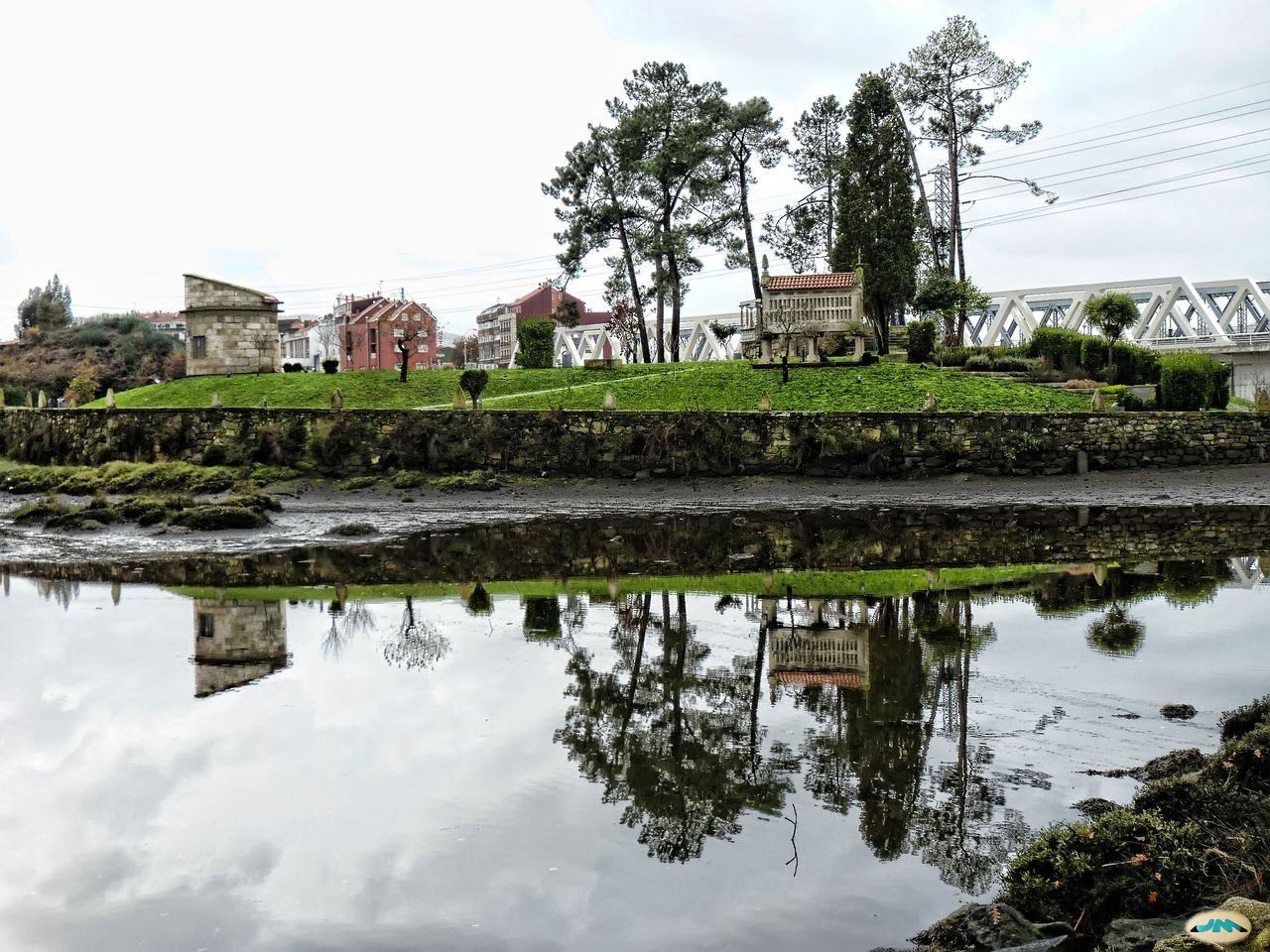
Una parte de la isla
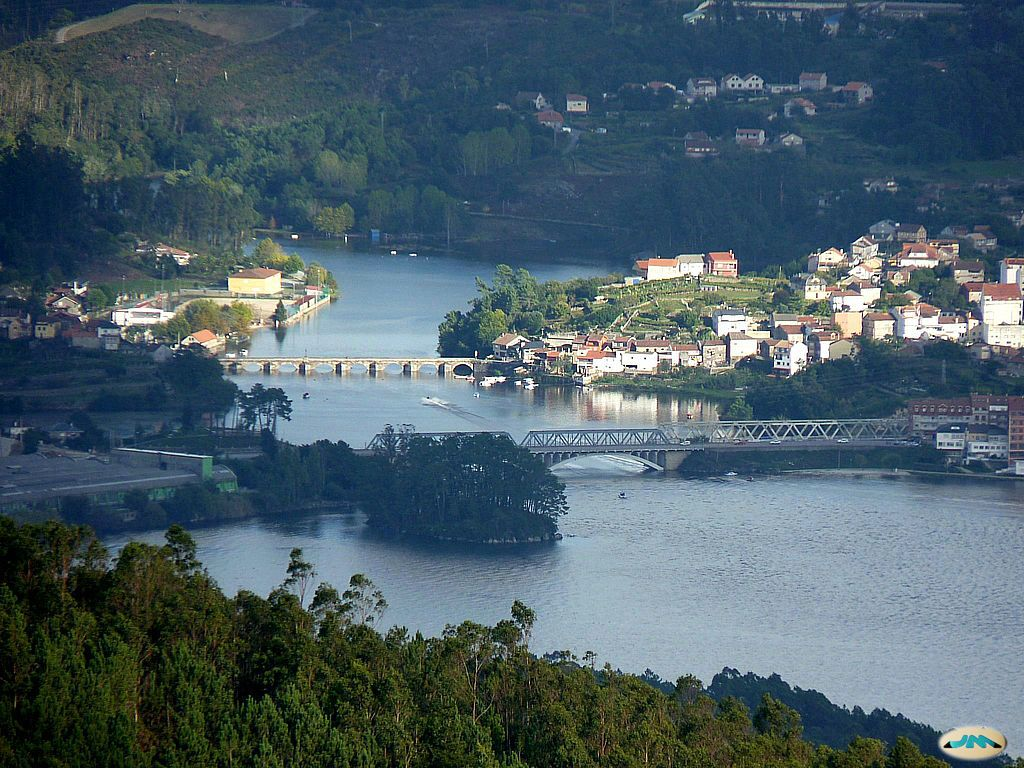
La isla Insuíña al lado del puente
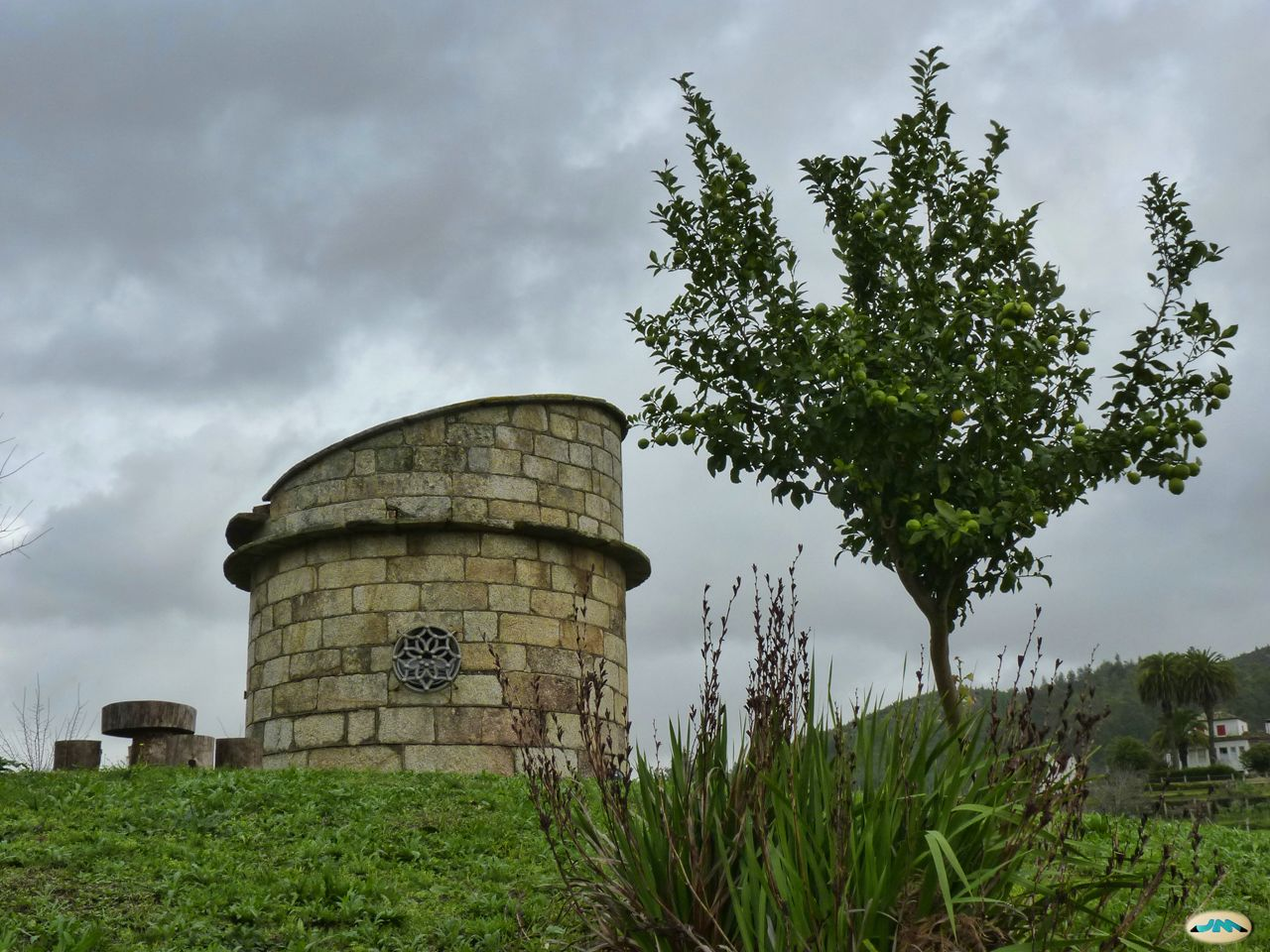
Palomar de la isla
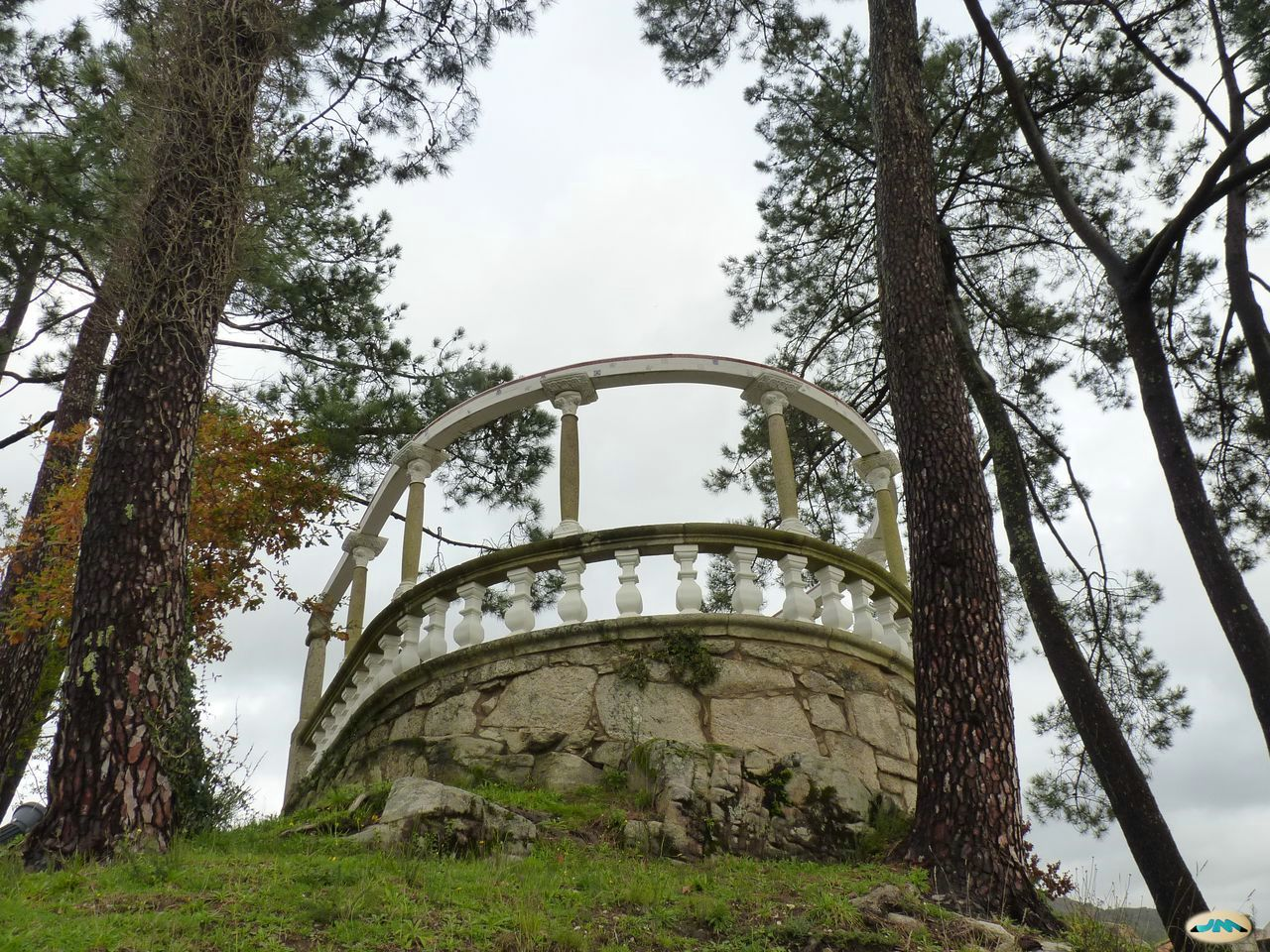
El cenador de la isla
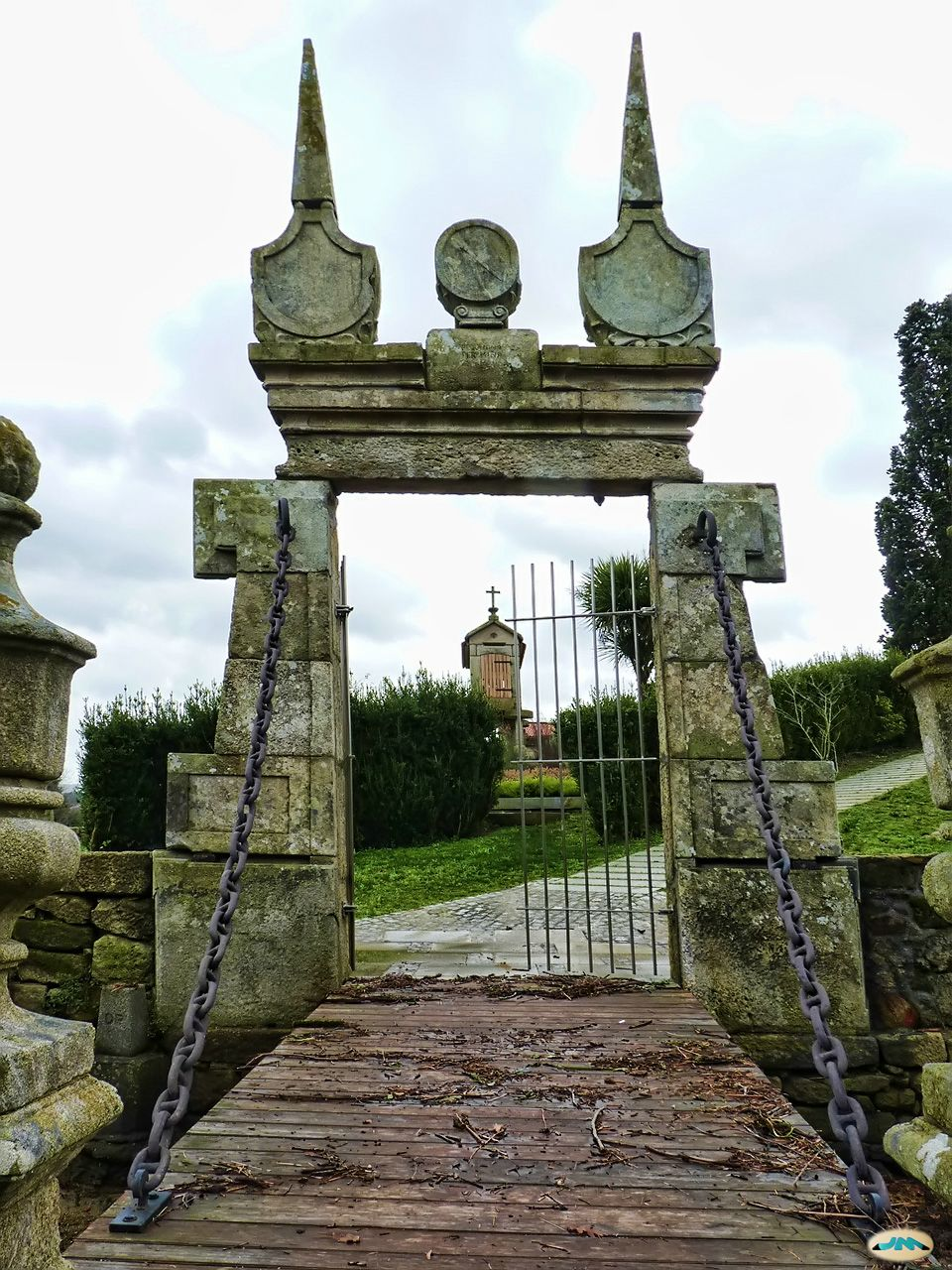
Entrada a la isla a través de un puente levadizo de madera
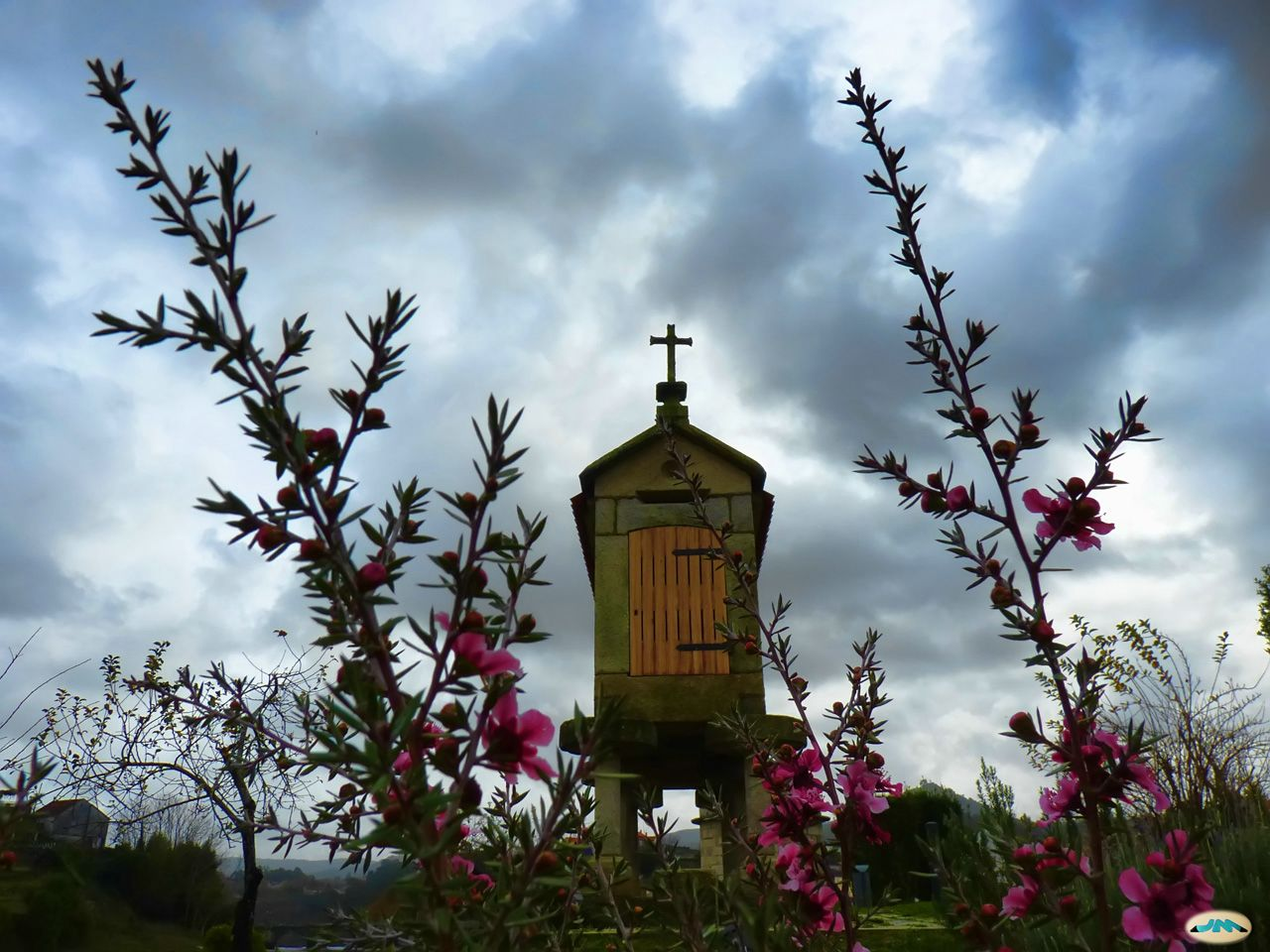
Hórreo gallego en la isla
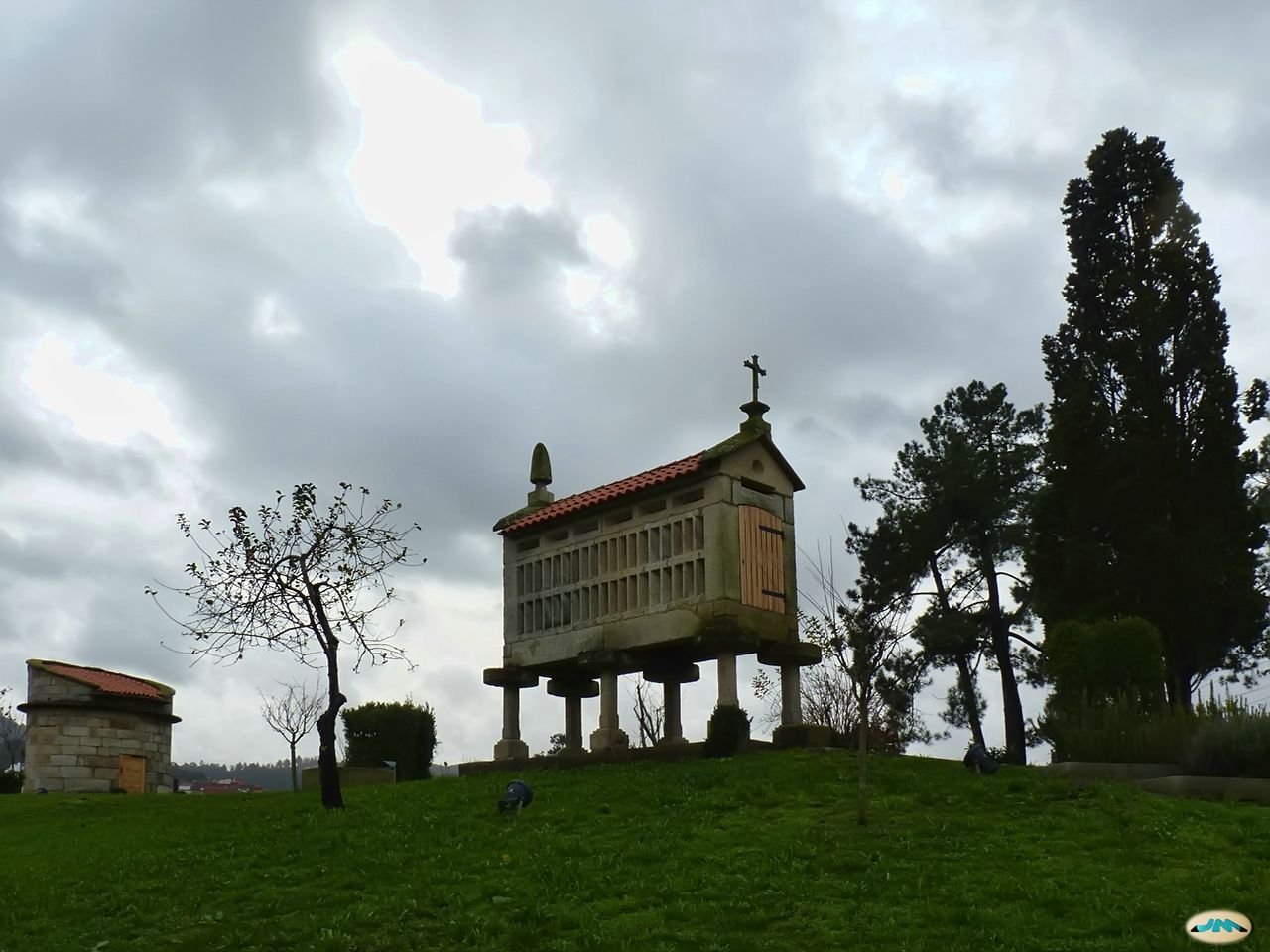
Vista de la isla
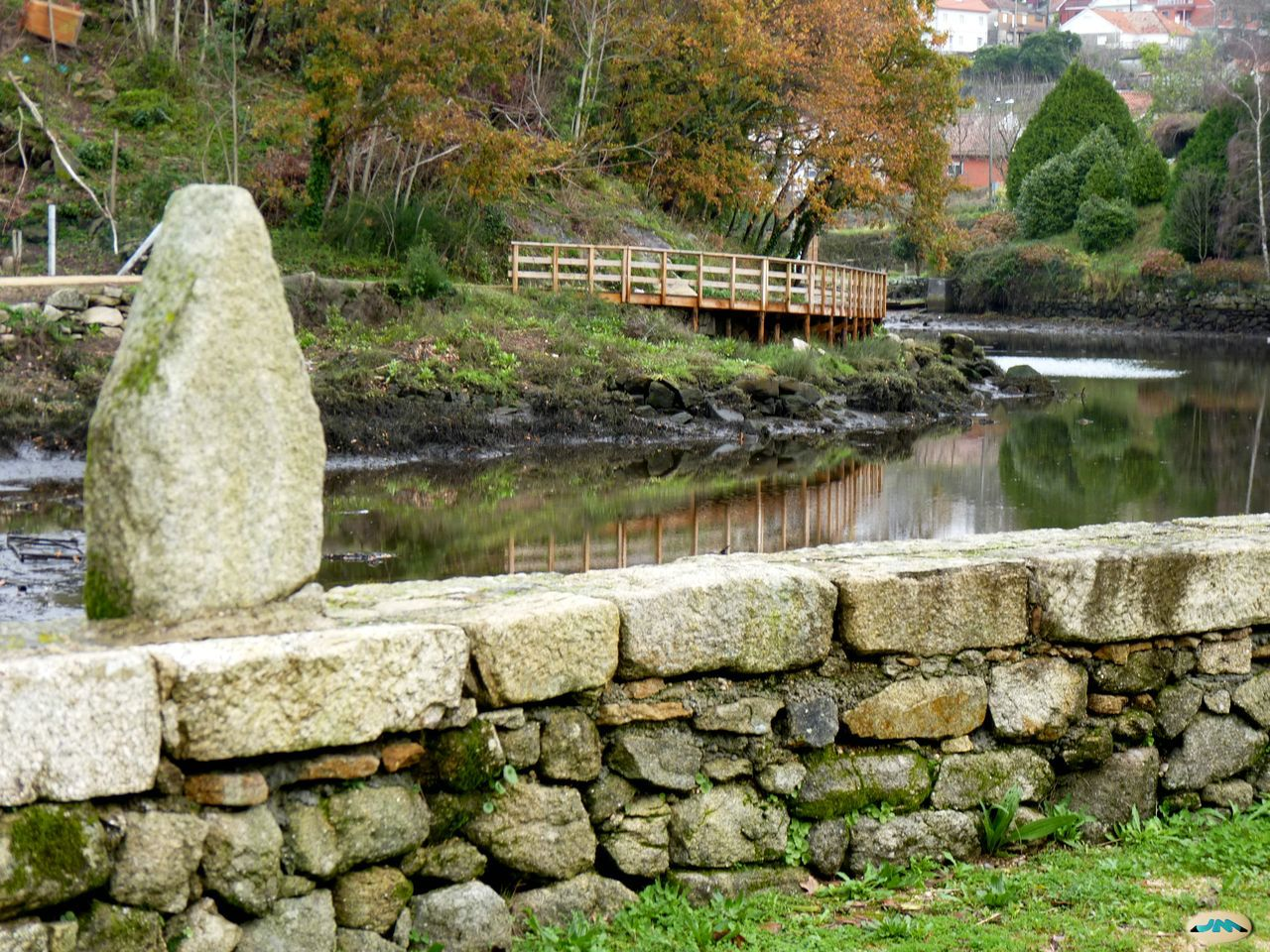
Camino de la isla
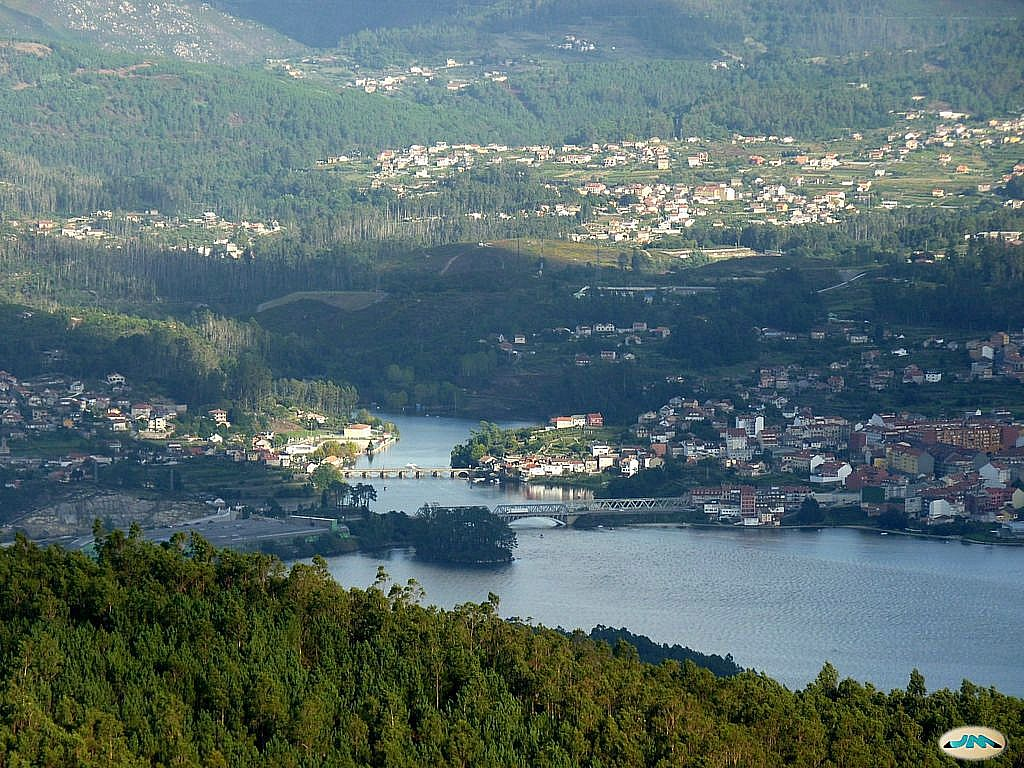
La isla desde el mirador de Cotorredondo